# Ciutadella de Menorca
Ciutadella de Menorca je jedno ze dvou nejdůležitějších a největších měst na Menorce (prvním je Mahon). Město se nachází na západním konci ostrova Menorca.

## Historie
Město bylo založeno Féničany a ve 4. století se stalo sídlem biskupství. Po několik století trvající vládě Maurů, kdy se město jmenovalo Medīna el Jezīra (arabsky: مدينة الجزيرة‎‎) a Medīna Menūrqa (مدينة منورقة) byla Ciutadela znovudobyta během období zvaného reconquista a stala se částí Aragonské koruny. Během středověku šlo o důležité obchodní centrum.
Dne 9. července 1558 město na devět dní oblehli a následně zdecimovali Turci pod vedením Pijaliho Pašy a Turguta Reisa s mocnou tureckou armádou čítající 140 lodí a 15 000 vojáků. Město vzdorovalo s armádou čítající pouhých 100 mužů. Všech 3 000 obyvatel, kteří obležení přežilo, bylo odvezeno jako otroci do Turecka, spolu s obyvateli okolních vesnic. Celkem 3 500 obyvatel bylo prodáno do istanbulského otroctví.
Každý rok 9. července se ve městě tato událost připomíná.

## Náboženství
Navzdory tomu, že město již není hlavním městem, je i nadále náboženským centrem ostrova, jelikož se biskup odmítl přestěhovat.